# Henrique Teixeira de Sampaio
Henrique Teixeira de Sampaio (Angra, 30 de Outubro de 1774 – Lisboa, 27 de Março de 1833), 1.º senhor de Sampaio, 1.º barão de Teixeira e 1.º conde da Póvoa, foi um grande comerciante, rico capitalista e político português que teve uma fortíssima influência, como principal credor do Estado, na condução da política financeira da última fase do reinado de D. João VI de Portugal. Exerceu as funções de Secretário de Estado dos Negócios da Fazenda entre 1823 e 1825. Foi o maior accionista do Banco de Lisboa, antecessor do actual Banco de Portugal.

## Biografia
Henrique Teixeira de Sampaio nasceu na então cidade de Angra, ao tempo sede da Capitania Geral dos Açores e principal centro político e administrativo do arquipélago. Foi filho de Francisco José Teixeira de Sampaio, um comerciante com traços de aventureiro, possivelmente capitão de navios, que vindo de Lamego se fixara na cidade de Angra em 1766, por coincidência o ano da criação da Capitania Geral, e da sua segunda esposa, Eulália Floriana Gualberta de Melo Carvão, uma senhora ligada às melhores famílias tradicionais da ilha Terceira.
Nascido na casa dos seus pais, na freguesia da Sé, foi baptizado a 16 de Novembro na capela do Palácio dos Capitães Generais, tendo como padrinho Henrique José de Carvalho e Melo, conde de Oeiras e filho do então todo poderoso Sebastião José de Carvalho e Melo, o marquês de Pombal. O padrinho foi representado, no acto referido, pelo capitão-general dos Açores D. Antão de Almada, que mostra a influência que seu pai já conquistara na vida política e social da cidade.
O seu pai enriquecera no comércio com a Inglaterra e com o fornecimento de géneros alimentares à Marinha de Guerra, não sendo de estranhar, que fosse enviado para Londres com o objectivo de aí estudar num colégio interno. Foi nessa cidade que iniciou a sua carreira comercial, ingressando, na senda do seu pai, no negócio dos fornecimentos alimentares às forças armadas portuguesas. Em 1807 foi escolhido para comissário dos fornecimentos do exército anglo-luso envolvido na resistência contra as invasões napoleónicas de Portugal.
Os fornecimentos aos militares e um rendoso contrato de arrematação do exclusivo da venda de tabacos permitiram-lhe em muito pouco tempo arrecadar uma prodigiosa fortuna. Em poucos anos era um dos homens mais ricos de Portugal, se não o mais rico, acumulando bens que à data do seu falecimento, com 59 anos de idade, ultrapassavam os 21 000 000 de cruzados, uma fortuna prodigiosa ao tempo.
Acumulando uma tão grande fortuna, Henrique Teixeira de Sampaio tornou-se numa das figuras mais proeminentes da vida social e política do seu tempo, adquirindo grande influência na condução da política financeira de Portugal, particularmente quando os seus empréstimos ao erário público o transformaram no principal credor do Estado, que chegou a contrair empréstimos especificamente para amortizar dívidas de que ele era credor. Apesar de ser considerado por Aragão Morato como homem ignorantíssimo para tudo o que não é interesse seu, a sua influência era imensa, quase tão grande como os milhões que emprestava à Coroa.
Terminada a Guerra Peninsular e consolidada a sua fortuna, iniciou uma caminhada de ascensão social que passou pela obtenção da comenda da Ordem de Cristo, da lotação de 30 000 réis, e do título de 1.º senhor de Sampaio, horárias que lhe foram conferidas por decretos de 22 de Maio de 1816, outorgados no Rio de Janeiro pelo rei D. João VI de Portugal. O decreto de concessão da comenda, refere especificamente o zelo com que o sobredito comerciante da Praça de Lisboa se empregou durante a guerra felizmente terminada prestando-se prontamente a todas as transacções comerciais que puderam contribuir a benefício da Minha Real Fazenda e em utilidade do meu exército, e bem assim o que foi necessário para a conclusão do resgate dos cativos em Argel em cujo importante objecto deu as maiores provas do seu préstimo, e patriotismo….
Pouco tempo depois, a 7 de Agosto de 1817, D. José António de Meneses e Sousa Coutinho, diácono da Igreja Patriarcal de Lisboa e membro do Conselho de Regência do Reino, escrevia ao rei uma carta encomiástica, na qual recomendava o aproveitamento da fértil cabeça de Henrique Teixeira de Sampaio e recomenda a concessão das mercês que solicitou pois aspira a enfeitar-se. De facto, pouco depois, por carta régia de 16 de Março de 1818 foi feito 1.º barão de Teixeira, a que se segue a aprovação da sua justificação de nobreza, sendo feito fidalgo de cota de armas por carta de brasão de 6 de Março de 1819.
Por esta altura a sua casa de comércio era a maior de Lisboa, apenas tendo rival nas grandes empresas mercantis de Inglaterra, Holanda e Hamburgo. Como ao mesmo tempo que a sua fortuna aumentava a situação financeira do Estado piorava, tornou-se no maior credor do erário público, financiando parte importante dos empréstimos que a Real Fazenda se via obrigada a lançar.
Quando em 1822 se fundou o Banco de Lisboa, antecessor do actual Banco de Portugal, Henrique Teixeira de Sampaio foi o seu maior accionista, com 400 acções, apenas seguido por Jacinto Fernandes Bandeira, o 1.º barão de Porto Covo, com 100 acções.
A 28 de Maio de 1823 o responsável pelas finanças reais, José Xavier Mouzinho da Silveira, demitiu-se do governo de que era ministro assistente ao despacho (equivalente ao actual cargo de primeiro-ministro) o açoriano Manuel Inácio Martins Pamplona Corte Real. O cargo passou então a ser exercido, em acumulação com a pasta dos negócios estrangeiros, por D. Pedro de Sousa Holstein, então o 1.º conde de Palmela, que poucos dias depois, a 21 de Junho de 1823, convidou Henrique Teixeira de Sampaio, então 1.º barão de Teixeira e principal credor do Estado, para exercer as funções de Ministro e Secretário de Estado dos Negócios da Fazenda.
O cargo de Secretário de Estado dos Negócios da Fazenda correspondia, naqueles tempos incipientes de estruturação departamental da governação portuguesa, ao responsável máximo pela condução da política fiscal e financeira do país (antecessor dos actuais Ministros das Finanças). Henrique Teixeira de Sampaio exerceu as funções até 15 de Janeiro de 1825, data em que foi substituído por D. Miguel António de Melo, o 1.º conde de Murça.
Poucos dias depois, em reconhecimento dos seus méritos e múltiplos serviços na minoração das dificuldades financeiras do Estado, que então lhe devia mais de 2 milhões de cruzados, por decreto de 3 de Julho de 1823 é feito 1.º conde da Póvoa, por duas vidas. O título refere-se a uma grande propriedade de que era possuidor na Póvoa de Santo Adrião, arredores de Lisboa.
A carta que confirma o título volta a enumerar as repetidas provas de Patriotismo, amor e zelo para com o real serviço, citando os cabedais disponibilizados para atender às urgências do Estado, em particular os suprimentos ao Exército durante a Guerra Peninsular, as quantias para auxílio aos lavradores, para o resgate de cativos dos piratas da Barbária e para a compra da paz com a Regência de Argel.
Henrique Teixeira de Sampaio, agora o Conde da Póvoa, estava instalado num palacete em Lisboa, recheado com o que de mais belo e luxuoso então existia, incluindo uma baixela de prata feita em Londres que só tinha rival na baixela da Casa Real. Ao tempo tinha apenas um filho natural, chamado Henrique Teixeira de Sampaio, que nascera em 1820 e que havia reconhecido e cuja educação pagava, encarregando uma sua irmã de exercer as funções de tutora.
Henrique Teixeira de Sampaio casou duas vezes: a primeira, a 13 de Fevereiro de 1802 em Lisboa, com Marianne Slack, de origem irlandesa, filha de comerciantes residentes em Lisboa, que faleceu a 15 de Outubro de 1804, de parto, tendo também falecido o nascituro; a segunda, a 1 de Março de 1824, quando já tinha 50 anos de idade, com Luísa Maria José Rita Baltazar de Noronha (de apenas 21 anos de idade), que à data do casamento já se encontrava grávida.
Esperando um filho, resolveu solicitar a aprovação real para a criação de um grande morgadio no qual incluiu todos os seus bens, incluindo as suas jóias pessoais, avaliadas em muitos contos de réis. A aprovação foi-lhe dada por decreto de D. Miguel I de Portugal, datado de 27 de Fevereiro de 1824, portanto antes do casamento, salvaguardando assim os bens acumulados de qualquer consequência que pudesse advir daquele acto.
A criança que esperavam quando casaram nasceu 5 meses depois, mas faleceu quase de imediato, gorando assim a obtenção do desejado herdeiro. Em 1826 nasceria um filho, João Maria de Noronha Sampaio, que viria a ser o 2.º conde da Póvoa, mas que também faleceria com apenas 11 anos de idade, em 1837, embora já depois da morte de seu pai. Em 1827 o casal teve uma filha, Maria Luísa de Noronha Sampaio, que por morte de seu irmão, se tornaria a herdeira quase universal da fortuna de seu pai. Esta filha casaria, embora contra a vontade da mãe, com Domingos António Pedro de Sousa Holstein, o futuro 2.º duque de Palmela, filho do 1.º duque de Palmela e correligionário político de seu pai.
Henrique Teixeira de Sampaio faleceu na sua casa da Rua da Escola Politécnica, em Lisboa, a 27 de Março de 1833, com 59 anos de idade, deixando como herdeiro da sua fortuna o seu filho João Maria de Noronha Sampaio, então com 6 anos.